# Montecristi (Ecuador)
Montecristi er en by i provinsen Manabí i Ecuador og hovedstaden i Montecristi Canton.
I en konsensus fra 2010 havde byen 70.292 indbyggere.
Byen er særlig kendt for produktionen af panamahatte af den ypperste kvalitet kaldet montecristi superfino efter byen.
Eloy Alfaro Delgado (25. juni 1842-28. januar 1912), der var præsident i Ecuador mellem 1895 til 1901 og igen fra 1906 til 1911 samt leder under Ecuadors liberale revolution blev født i Montecristi.